# Municipio Arismendi (Sucre)
Arismendi es uno de los 15 municipios del Estado Sucre, Venezuela. Está ubicado al noreste de dicho estado, siendo el municipio más septentrional y oriental de Sucre: tiene una superficie de 769 km² y para el año 2011 su población fue de 54 972 habitantes. Su capital es Río Caribe. 

## Historia
En 1989 se selecciona por primera vez a los alcaldes mediante una elección universal directa y secreta. En 2013 es elegido alcalde Enrique Franceschi, pero en 2014 este fue asesinado en su residencia cuando solo hacía un año que había asumido el cargo: fue sucedido por 3 alcaldes temporales hasta que en 2017 fue elegido José Luis Villarroel.
Posteriormente el 21 de noviembre de 2021 José Guerra es el ganador de las contiendas electorales quedando como Alcalde de esta tierra Nivaldina.

## Geografía
El municipio ocupa la parte norte de la Península de Paria, es una región montañosa que se eleva hasta los 1.449 m s. n. m. en el Cerro El Humo, la temperatura promedio del área es de 23 °C aunque puede llegar a descender hasta los 19 °C, las precipitaciones promedio anuales rondan los 1.000 mm y puede llegar hasta los 4.900 mm en las zonas altas. En 1978 parte del municipio fue declarado parque nacional Península de Paria. A sólo 11 km de su costa oriental se encuentra Trinidad y Tobago.

### Organización parroquial
| Parroquia           | Superficie | Población 2881.711 | Densidad |
| ------------------- | ---------- | ------------------ | -------- |
| El Morro            | km²        | hab.               | hab./km² |
| Puerto Santo        | km²        | hab.               | hab./km² |
| Río Caribe          | km²        | hab.               | hab./km² |
| Sucre               | km²        | hab.               | hab./km² |
| San Juan            | km²        | hab.               | hab./km² |
| Municipio Arismendi | km²        | hab.               | hab./km² |

## Economía
Las principales actividades económicas de la región se centran en la producción agrícola y la pesca. En el sector agrícola, destaca el cultivo de cacao y verduras, productos fundamentales tanto para el consumo local como para el comercio regional.
La pesca constituye otra fuente clave de sustento para la población. Entre las especies más capturadas se encuentran la sardina, el atún, el jurel, la lisa, el mero, los camarones y las langostas. Esta diversidad marina no solo garantiza el abastecimiento alimentario, sino que también impulsa la economía local a través de su comercialización en mercados cercanos y, en algunos casos, en destinos más amplios.

## Política y gobierno

### Alcaldes
| Período     | Alcalde                    | Partido político / Alianza | % de votos | Notas |
| ----------- | -------------------------- | -------------------------- | ---------- | --- |
| 1989 - 1992 | Oscar Prieto Ruiz          | AD                         | 57,74      | Primer alcalde bajo elecciones directas |
| 1992 - 1995 | Jesús Espinoza Gómez       | AD                         | 45,09      | Segundo alcalde bajo elecciones directas |
| 1995 - 2000 | Pablo Alfredo Lopez Garcia | AD                         | -          | Tercer alcalde bajo elecciones directas (Se realizaron elecciones generales adelantadas en el 2000 debido a la aprobación de la Constitución de 1999) |
| 2000 - 2004 | Argenis Marín              | MAS                        | 62,93      | Cuarto alcalde bajo elecciones directas |
| 2004 - 2008 | José Guerra                | MVR                        | 41,16      | Quinto alcalde bajo elecciones directas |
| 2008 - 2013 | José Guerra                | PSUV                       | 57,61      | Reelecto (se postergan 1 año las elecciones municipales pautadas para finales del 2012)                                                               |
| 2013 - 2014 | Enrique Franceschi         | AD / MUD                   | 39,41      | Sexto alcalde bajo elecciones directas (El 20 de julio de 2014 fue asesinado en su residencia)                                                        |
| 2014 - 2015 | Álvaro Lugo                | AD / MUD                   | -          | (Alcalde encargado) (Designado desde el 24 de julio de 2014 hasta el 31 de diciembre de 2015)                                                         |
| 2016        | Víctor Fajardo             | PJ / MUD                   | -          | (Alcalde encargado) (Designado desde el 8 de enero del 2016 hasta el 31 de diciembre del 2016)                                                        |
| 2017        | Carlos Oliveros            | PSUV                       | -          | (Alcalde encargado) (Designado desde el 7 de enero del 2017 hasta convocarse las elecciones municipales pautadas para finales del 2017)               |
| 2017 - 2021 | José Luis Villarroel       | PSUV                       | 79,53      | Séptimo alcalde bajo Elecciones Directas |
| 2021 - 2025 | José Guerra                | PSUV                       | 45,08      | Octavo Alcalde bajo Elecciones Directas |

### Concejo Municipal
Período 1989 - 1992
| Concejales:            | Partido político / Alianza |
| ---------------------- | -------------------------- |
| Luis Díaz              | AD                         |
| Adonay Salazar Lugo    | AD                         |
| Simón Francisco Lárez  | AD                         |
| Freddy Ramos Obando    | AD                         |
| Francisco Jiménez      | AD                         |
| Nelson Moreno Indriago | COPEI                      |
| Luilcas Díaz           | COPEI                      |

Período 1992 - 1995
| Concejales:          | Partido político / Alianza |
| -------------------- | -------------------------- |
| Anselmo Rosas        | AD                         |
| José Francisco Lunar | AD                         |
| Pablo Alfredo López  | AD                         |
| Octavio Farfán Cova  | AD                         |
| Luis Marcano         | AD                         |
| Tomas Manuel Rojas   | COPEI                      |
| Ruben Villarroel     | MAS                        |

Período 1995 - 2000
| Concejales:     | Partido político / Alianza |
| --------------- | -------------------------- |
| Anselmo Rosas   | AD                         |
| Eligio Rosal    | AD                         |
| Obidio Suarez   | AD                         |
| Luis Díaz       | AD                         |
| Angel Hernández | AD                         |
| Jesus León      | COPEI                      |
| Salomon Ramos   | CONVERGENCIA               |

Período 2013 - 2018:
| Concejales:     | Partido político / Alianza |
| --------------- | -------------------------- |
| Alvaro Lugo     | AD MUD                     |
| Víctor Fajardo  | PJ MUD                     |
| Alexis Ugas     | COPEI MUD                  |
| Domingo Marcano | AP MUD                     |
| José Rodríguez  | PSUV                       |
| Xiomara Lugo    | PSUV                       |
| Carlos Oliveros | PSUV                       |

Período 2018 - 2021
| Concejales:            | Partido político / Alianza |
| ---------------------- | -------------------------- |
| Eudrisnelis Villarroel | PSUV                       |
| José González          | PSUV                       |
| Nathaly Rondon         | PSUV                       |
| José Mercado           | PSUV                       |
| Hilda Rodríguez        | PSUV                       |
| Ingrid Guerra          | PSUV                       |
| Deciderio Amundarain   | PSUV                       |

Período 2021 - 2025
| Concejales:     | Partido político / Alianza |
| --------------- | -------------------------- |
| Jhoanna Cedeño  | PSUV                       |
| Luisa Malave    | PSUV                       |
| David Reyes     | PSUV                       |
| Jesus Zapata    | PSUV                       |
| Eva Veltri      | PSUV                       |
| Eudaly Torres   | FV                         |
| Carlos Gonzalez | FV                         |